# KCMS
KCMS é uma desenvolvedora brasileira de software de gestão empresarial (ERP). Inova e desenvolve soluções de gestão para o varejo como franquias, restaurantes, supermercados, panificadoras, conveniência, entre outros.

## História
Fundada em 1998 por Kerler Chaves aos 17 anos de idade, a KCMS surgiu com a finalidade de entregar soluções que realmente ajudassem as micro e pequenas empresas. Percebendo a necessidade dos clientes em encontrar uma empresa que oferecesse um portfólio mais amplo, ganhou rápida e notória confiança no mercado e passou a desenvolver softwares voltados para a gestão do food service e varejo.
Atualmente em suas soluções são transacionados mais de 1,5 bilhões de reais, a KCMS está continuamente desenvolvendo novas tecnologias para potencializar o crescimento dos negócios contribuindo para o desenvolvimento do país.

## Prêmios e reconhecimentos
- 2008: Melhor Projeto em Soluções de Mobilidade[2]
- 2015: Prêmio MPE Brasil[3] realizado pelo Sebrae,[4] MBC e Grupo Gerdau.
- 2019: Prêmio #MadeInSorocaba onde a empresa foi reconhecida por levar o nome da sua cidade para o Brasil e o Mundo[5][6]